# Elkhorn City
La ville d’Elkhorn City est située dans le comté de Pike, dans le Commonwealth du Kentucky, aux États-Unis. Sa population s’élevait à 982 habitants lors du recensement de 2010, estimée à 932 habitants en 2016.

## Histoire
La localité voisine de Cedarville a fusionné avec Elkhorn City en 2009.

## Source
- (en) Cet article est partiellement ou en totalité issu de l’article de Wikipédia en anglais intitulé « Elkhorn City, Kentucky » (voir la liste des auteurs).

1. ↑  « Geographic Boundary Change Notes », Population Division, Bureau du recensement des États-Unis, 1er janvier 2012 (consulté le 20 septembre 2012).